# Basalia serius
Basalia serius là một loài bướm đêm thuộc họ Erebidae. Nó được tìm thấy ở Tamil Nadu in south-central Ấn Độ.
Sải cánh dài khoảng 15 mm. 